# Mort en beauté
Mort en beauté (Killer Hair) est un téléfilm canadien réalisé par Jerry Ciccoritti et diffusé le 21 juin 2009 sur Lifetime Movie Network.
Ce téléfilm a une suite, Un crime à la mode (Hostile Makeover).

## Fiche technique
- Titre original : Killer Hair
- Titre français : Mort en beauté
- Réalisation : Jerry Ciccoritti
- Scénario : Elisa Bell, d'après la série de romans de Ellen Byerrum
- Société(s) de production : Front Street Pictures
- Pays d'origine :  Canada
- Langue originale : anglais
- Durée : 87 minutes
- Dates de diffusion :
  -  États-Unis : 21 juin 2009
  -  Canada : 20 août 2009
  -  France : 6 janvier 2011

## Distribution
- Maggie Lawson (VF : Laura Blanc) : Lacey Smithsonian
- Sadie LeBlanc (VF : Brigitte Virtudes) : Stella
- Sarah Edmondson (en) : Brooke Barton
- Victor Webster : Vic Donovan
- James McDaniel : Mac
- Mark Consuelos : Tony Trujillo
- Jocelyne Loewen (en) (VF : Maïk Darah) : Felicity Pickles
- Jason Schombing : l'inspecteur Harding
- Peter Kelamis (en) (VF : Charles Borg) : l'agent Thorn
- Mario Cantone : Leonardo
- Finola Hughes : Josette Radford
- Christopher Shyer : Boyd Radford
- Christopher Jacot (en) (VF : Vincent de Bouard) : Beau Radford
- Lynda Boyd (en) : Marcia Robinson
- Mary McDonnell : Rose Smithsonian
- Katharine Isabelle : Cherise Smithsonian
- Carmen Moore : Sherri

 Source et légende : version française (VF) sur RS Doublage